# Mr. Monk and the Dirty Cop
Mr. Monk and the Dirty Cop è l'ottavo romanzo scritto da Lee Goldberg basato sulla pluripremiata serie televisiva statunitense Detective Monk. È stato pubblicato il 7 luglio 2009. Il libro è stato narrato, come tutti gli altri della serie, da Natalie Teeger, l'assistente personale di Adrian. 

## Trama
Adrian viene licenziato dal corpo di polizia di San Francisco, a causa di alcuni tagli statali che il capitano Stottlemer è stato costretto a fare. Monk nonostante questo continua ad indagare insieme a Natalie sui casi che devono affrontare gli altri agenti, facendo infuriare Leland. 
Quest'ultimo in seguito viene ingiustamente arrestato per omicidio, e chiede all'unica persona che sa che risolverà brillantemente il caso (anche senza stipendio), ovvero Monk.

## Personaggi
- Adrian Monk: il detective protagonista della serie, interpretato nella serie da Tony Shalhoub
- Natalie Teeger: assistente di Adrian e narratrice del romanza, interpretata nella serie da Traylor Howard
- Leland Stottlemeyer: capitano della polizia di San Francisco, interpretato nella serie da Ted Levine
- Randy Disher, tenente della polizia, assistente di Stottlemeyer, interpretato nella serie da Jason Gray-Stanford
- Charles Kroger, psichiatra che ha in cura Monk, interpretato nella serie da Stanley Kamel
- Julie Teeger: la figlia adolescente di Natalie, interpretato nella serie da Emmy Clarke
- Neven Bell: nuovo psichiatra di Adrian, interpretato nella serie da Héctor Elizondo